# Nalanda
Nalanda fue una renombrada universidad budista en el antiguo reino de Magadha (hoy en día Bihar), en la India. Hoy el lugar es considerado Patrimonio de la Humanidad por la UNESCO.

## Contexto histórico
Nalanda fue una de las más célebres escuelas religiosas de la antigua India, que recibió protección especial  y alcanzó su apogeo durante el reinado de la dinastía Pala (siglo IX). Hoy en día solo existe una gran zona de ruinas, aunque sigue siendo recordada como un punto importante en la historia de la India y en la tradición del budismo.
Múltiples teorías existen sobre el significado del nombre. Hiranand Sastri, un arqueólogo que encabezó la excavación de las ruinas, atribuye el nombre a la abundancia de lotos (nālas). Esta planta representa la pureza en la simbología budista.
Una gran proporción de lo que es considerado como budismo tibetano (vajrayana) hoy en día emana de las enseñanzas y tradiciones de los eruditos de Nalanda (entre los siglos IX y XII). Otras formas del budismo, como el majaiana y el theravāda también se originan en este gran centro de la cultura.
El tirthankara (‘iluminado’) yaina Mahāvīrá (549–477 a. C.) alcanzó el mokṣa (liberación del ciclo de reencarnaciones) en la aldea Pawapuri, ubicada cerca de Nalanda. También se supone que Buda visitó esta escuela en el siglo V a. C. En su apogeo, la escuela llegó a albergar a alrededor de 10 000 estudiantes, y a célebres personajes como Nāgārjuna (150-250), el chino Xuanzang (602-664, peregrino de la dinastía Tang) y el mimansa Kumārila Bhaṭṭa (730-810).
En el año 1193, la Universidad de Nalanda fue destruida por turcos musulmanes bajo el mando de Bakhtiyar Khalji, lo cual marcó uno de los últimos puntos en la decadencia del budismo en la India. Sobrevivieron, sin embargo, ruinas que ocupan hoy un área de 150.000 metros cuadrados, espacio en el cual se realizaron sucesivas excavaciones e investigaciones. Según el testimonio de Xuanzang, esta área sería tan solo un 10 % de la superficie total de Nalanda.
En 1951, un centro de estudios budistas de la rama Theravada fue inaugurado en los alrededores, el Nava Nalanda Mahavihara. Sus miembros están tratando de obtener detalladas fotografías satelitales de la región. Existe también un Museo de Nalanda que contiene una serie de manuscritos y elementos que han sido rescatados por los arqueólogos en sus excavaciones en la ciudad.

## Lugares homónimos
- Nalanda es también en el nombre de un distrito administrativo contemporáneo de Bihar.
- Nalanda es también el nombre de dos universidades contemporáneas, una en Sri Lanka y otra en Toronto, Canadá.
- Nalanda da nombre a un monasterio en Francia y a un centro budista en Brasil.